# 青山劇場
青山劇場（あおやまげきじょう、英語：Aoyama Theatre）は、東京都渋谷区神宮前五丁目にかつて存在した劇場。財団法人児童育成協会が運営していた。1985年に「こどもの城」にオープンした。客席数は1,200席となっており、最寄駅は表参道駅もしくは渋谷駅である。

## 概要
全床スライド式の主舞台を持つ劇場である。間口116m、奥行き16.6mの大迫りに加え、同じ方式でスライディング・ステージが設置可能である。また、廻り舞台も備えている。
照明システムでは、16bitデジタルコンピュータ制御で、476の照明回路と500シーンの記憶場面数を誇る。
ミュージカル『アニー』（開場以来毎年開催されている）を始め、演劇、バレエ公演、コンサートなどが行われていた。過去には少年隊ミュージカル『PLAYZONE』や中島みゆきの『夜会』などが開催された。1989年にはローザンヌ国際バレエコンクール決選が行われた。
2012年9月28日、厚生労働省がこどもの城を2015年3月末を目途に閉館する事を発表し、それに伴い、運営している児童育成協会が2015年1月23日に青山劇場を閉館する事を発表。実際には、2015年1月30日に閉館した。
2016年12月10日、豊島区立舞台芸術交流センター（あうるすぽっと）にて、青山円形劇場と青山劇場の閉館にまつわる関係者の話をまとめたドキュメンタリー映画『さよなら、青山劇場』が上映された。
閉館後は、青山円形劇場とともに多目的ホールとして改修される予定であったが、2022年に改修の中止が発表された。